# Associazione Calcio Carpi 1931-1932
Questa pagina raccoglie le informazioni riguardanti l'Associazione Calcio Carpi nelle competizioni ufficiali della stagione 1931-1932.

## Stagione
Nella stagione 1931-1932 il Carpi ha disputato il girone B del campionato di Prima Divisione, con 19 punti in classifica ha ottenuto l'undicesimo posto, il torneo è stato vinto con 44 punti dal Forlì davanti al Pavia con 40 punti, entrambe ammesse ai gironi finali che promuoveranno in Serie B il Grion di Pola, il Messina e la Sampierdarenese.

## Rosa
| N. |                   | Ruolo | Calciatore       |
| -- | ----------------- | ----- | ---------------- |
|    | Italia (bandiera) | C     | Orio Baccarini   |
|    | Italia (bandiera) | D     | Azio Battini     |
|    | Italia (bandiera) | P     | Tonino Bruschi   |
|    | Italia (bandiera) | A     | Zelindo Caliumi  |
|    | Italia (bandiera) | D     | Marino Cavazzuti |
|    | Italia (bandiera) | P     | Tonino Cigarini  |
|    | Italia (bandiera) | A     | Aruro Contini    |
|    | Italia (bandiera) | A     | Guido Corbelli   |
|    | Italia (bandiera) | A     | Franco Franchini |

| N. |                   | Ruolo | Calciatore         |
| -- | ----------------- | ----- | ------------------ |
|    | Italia (bandiera) | C     | Astro Galli        |
|    | Italia (bandiera) | D     | Athos Garuti       |
|    | Italia (bandiera) | A     | Areo Guidotti      |
|    | Italia (bandiera) | D     | Fernando Nicolini  |
|    | Italia (bandiera) | C     | Alfonsino Pagliani |
|    | Italia (bandiera) | A     | Luigi Saetti       |
|    | Italia (bandiera) | C     | Enzo Silingardi    |
|    | Italia (bandiera) | A     | Goffredo Sgarbi    |
|    | Italia (bandiera) | C     | Leonio Tirelli     |